# Дуглас, Джеймс, 1-й лорд Далкит
Сэр Джеймс Дуглас (англ. James Douglas; около 1373/1374 — 1441) — шотландский аристократ, барон Далкит с 1420 года, 1-й лорд Далкит.

## Происхождение
Джеймс происходил из шотландского рода Дугласов. В настоящее время считается, что род, возможно, имеет фламандские корни. Возможно, предки Дугласов поселились в известном во время правления Малькольма IV (1153—1165 годы) фламандском поселении в верховьях реки Клайд. Первым достоверно известным лордом Дугласом был Уильям I, который был братом (или, по другой версии, шурином) Фрескина из Кердейла, землевладельца в Морее. Не позднее 1177 года он получил владения в долине реки Дуглас Уотер. Поскольку семейная традиция связывает родоначальника Дугласов с восстанием Дональда Бана, то, вероятно, Уильям был одним из вассалов лорда Галлоуэя и сопровождал его в походе против Дональда Бана. Нет документальных свидетельств, которые подтверждают активное участие Уильяма в подавлении восстания, но после 1187 года Дугласы появляются в поле зрения источников.
От двух внуков Уильяма I пошли 2 ветви рода. Уильям II унаследовал родовые владения и титул лорда Дугласа, от второго же сына, Эндрю — второстепенная ветвь. Её значение возросло в 1330-х — 1340-х годах благодаря деятельности сэра Уильяма Дугласа из Лотиана, старшего сына Джеймса Дугласа из Лотиана, который после гибели в 1333 году своего дальнего родственника Арчибальда Дугласа играл важную роль во время Второй войны за независимость Шотландии. У него был младший брат, сэр Джон Дуглас, который от брака с Агнес де Грэм, дочерью Джона Грэма из Далкита, Аберкорна и Эксдейла оставил семерых сыновей и трёх дочерей. Старшим из сыновей был Джеймс, которому после убийства своего дяди в 1453 году пришлось спорить за свои родовые владения с Уильямом Дугласом, 1-м графом Дугласом. Только благодаря помощи своего союзника Арчибальда Дугласа, лорда Галлоуэя, родоначальника Чёрных Дугласов (позже он унаследовал титул графа Дугласа), ему в 1369/1370 году удалось получить родовые владения с центром в Далките.
Джеймс Дуглас из Далкита был женат минимум 2 раза. Первой его женой стала Агнес Данбар, сестра Джорджа Данбара, графа Марча, и любовница короля Давида II. В этом браке родилось 2 сына и 2 дочери. Старшим из сыновей был Джеймс. После смерти Агнес Джеймс женился ещё раз — на Эгидии Стюарт, вдовствующей сестре короля Роберта II, что сблизило его с новым монархом, давшим своему шурину ряд привилегий, включая предоставление Далкиту и ряду других владений королевского суверенитета. Этот брак остался бездетным.

## Биография
Точный год рождения Джеймса неизвестен. Его родители вступили в брак 21 ноября 1372 года, а Агнес Данбар, его мать, умерла не позже 1378 года, когда его отец вступил в следующий брак. Возможно, Джеймс родился в 1373 или 1374 году. Впервые его имя упоминается в хартии, датированной 2 января 1375 года.
Уже в 1378 году юный Джеймс был обручён с Элизабет Стюарт, дочерью короля Роберта III, а сам брак был заключён не позже 1387 года. Между 1390 и 1392 годами он был посвящён в рыцари.
В 1402 году Джеймс участвовал в битве при Хомильдон-Хилле, во время которой попал в плен к англичанам. После того же как получил свободу, вернулся в качестве заложника за освобождение из плена своего союзника Арчибальда Дугласа, 3-го графа Дугласа.
После смерти отца в 1420 году Джеймс унаследовал его владения и титул барона Далкита. Позже он получил титул лорда Далкита. Хотя он, как и его отец, был союзником Чёрных Дугласов, но после смерти отца эти связи ослабли
Около 1439 года Джеймс женился вторично на Дженет, дочери Уильямм Бентвика, своего соседа по владениям в Эдинбургшире, который до 1424 года служил советником графа Дугласа.
Старший сын Джеймса, Уильям, погиб в английском плену, когда был заложником за короля Якова I, а второй сын, Джеймс Дуглас, 2-й лорд Далкит, позже был признан недееспособным для управления родовыми владениями.
В конце жизни Джеймс сам попал под влияние своих амбициозных соседей — Крайтонов. В 1440 году он пожаловал Уильяму Крайтону земли в Дамфрисшире, а в 1441 году, спустя несколько недель после его смерти, его вдова вышла замуж за Джорджа Крайтона, который в будущем получил титул графа Кейтнесса и претендовал на её владения. Она умерла в 1460 году, а в последующие годы между Генри, третьим сыном Джеймса, и Крайтонами возник спор за владение поместьем Далкит.

## Брак и дети
Первая жена: между апрелем 1378 года (контракт) и 10 ноября 1387 года Элизабет Стюарт (умерла до 1411), дочь Роберта III, короля Шотландии, и Аннабелы Драммонд. Дети:
- Уильям Дуглас (до 30 сентября 1390 — около 1425), владелец Уитттингэма (Восточный Лотиан)[6].
- Джеймс Дуглас (умер в 1456/1458), 2-й лорд Далкит с 1441 года. Его сын Джеймс Дуглас, 1-й граф Мортон, стал родоначальником ветви графов Мортон[6][7].
- Генри Дуглас из Борга, владелец Борга (Галлоуэй)[6].

Вторая жена: примерно с 1439 года Дженет Бортвик (умерла около 1460), дочь Уильяма Бортвика, 2-го лэрда Бортвика, и Беатрис Синклер. Дети:
- Уильям Дуглас из Уитттингэма (умер до февраля 1484), барон Уитттингэм (Восточный Лотиан), родоначальник Дугласов из Уиттингэма[7].